# 세바스티아누스
세바스티아누스 또는 세바스티아노(이탈리아어: San Sebastiano, ? - 287년 1월 20일)는 초기 기독교의 순교자 가운데 한 사람으로 3세기 로마 황제의 친위대원이었으나 기독교로 개종한 죄목으로 파직되어 순교하였다.
기독교의 성인. 로마 가톨릭에서 축일은 1월 20일이며 동방정교회에서 축일은 12월 18일이다. 그 이름은 그리스어로 ‘존경스러운’이란 뜻이다. 7-8세기에는 십자가와 종려나무 가지를 들고 있거나 면류관을 쓴 젊은이로 그렸고 중세에는 활과 화살을 가진 기사로 그렸다.
그러나 르네상스 이후에는 원기둥에 밧줄로 묶인 채 화살을 맞은 젊은이 모습을 선호하게 되었다. 대중적인 전설에서 그 상처는 예수의 성흔에 비유되었다. 그러한 이유로 그의 몸을 꿰뚫은 화살은 총 5개로 그린다. 운동선수와 사수·교통순경·태피스트리 제작자·전염병 희생자의 수호 성인이다.

## 행적
세바스티아누스는 갈리아 출신의 로마 제국 군인으로 나르본에서 태어났다고 한다. 그는 밀라노에서 로마 황제 디오클레티아누스의 군인이 되었다.
기독교로 개종한 후 그는 자신의 지위를 이용하여 감옥에 갇힌 다른 그리스도인들을 도왔다. 그러나 그가 그리스도인이라는 것이 밝혀지자 황제는 그에게 사형을 명했다. 세바스티아누스는 기둥에 묶여 화살을 맞고 죽도록 버려졌다. 그러나 이레네라는 미망인이 그를 발견하여 치료해주었다.
세바스티아누스는 다시 한 번 디오클레티아누스 황제 앞에 서서 기독교를 박해하는 황제를 호되게 꾸짖었다. 황제는 그를 붙잡아 몽둥이로 쳐서 죽이라고 명령을 내렸으며 그의 시신은 로마의 하수구에 던져졌다.
한 그리스도인 여인의 꿈에 세바스티아누스가 나타나 자신의 시신이 있는 곳을 알려주었으며 여인은 세바스티아누스의 시신을 찾아 매장했다.

## 같이 보기
- 산타 무에르테